# Hassan Nour-el-Din Aman
Hassan Nour-el-Din Aman arab. ‏حسن نور الدين امان‎, (ur. 7 maja 1943 w Kairze) – egipski, a następnie czadyjski bokser, uczestnik igrzysk olimpijskich w 1968 w Meksyku w barwach Egiptu i igrzysk olimpijskich w 1972 jako reprezentant Czadu.

## Kariera
W 1965 wywalczył złoty medal igrzysk afrykańskich w Brazzaville w kategorii średniej. Wystąpił w wadze półciężkiej na igrzyskach olimpijskich w 1968 w Meksyku, lecz przegrał pierwszą walkę z Jürgenem Schlegelem z Niemieckiej Republiki Demokratycznej.
Na igrzyskach w Monachium startował w wadze półciężkiej. Odpadł w 1/16 finału (czyli w pierwszej walce), a jego pogromcą był Mate Parlov z Jugosławii, późniejszy mistrz olimpijski w tej konkurencji (Aman przegrał przez RSC).
Jest pierwszym czadyjskim bokserem reprezentującym ten kraj na igrzyskach, po igrzyskach w 2016 roku nadal był jedynym, który miał za sobą występ olimpijski.